# USS Hawaii (SSN-776)
O USS Hawaii é um submarino nuclear de ataque operado pela Marinha dos Estados Unidos e a terceira embarcação da Classe Virginia. Sua construção começou em agosto de 2004 nos estaleiros da General Dynamics Electric Boat em Connecticut e foi lançado ao mar em junho de 2006, sendo comissionado na frota norte-americana em maio do ano seguinte. É armado com doze lançadores verticais de mísseis e quatro tubos de torpedo de 533 milímetros, tem um deslocamento submerso de quase oito mil toneladas e alcança uma velocidade máxima de 32 nós submerso.